# Landkreis Emsland
Der Landkreis Emsland ist ein niedersächsischer Landkreis im Nordwesten Deutschlands. Er ist nach dem ihn durchquerenden Fluss Ems und dem Emsland als kulturell-historischer Region und Territorium benannt.

## Geografie

### Lage
Der Landkreis Emsland liegt im Westen Niedersachsens. Er umfasst große Teile der kulturellen und historischen Region Emsland. Prägend für das Kreisgebiet sind die Flüsse Ems und Hase mit ihren Zuflüssen, die ausgedehnten Moorflächen des Bourtanger Moores und des Küstenkanalmoores, sowie die Geestgebiete des Hümmlings und der Lingener Höhe.
Der Kreis hat eine Nord-Süd-Ausdehnung von 93 km und eine Ost-West-Ausdehnung von 56 km. Überwiegend ist er ein Flachland zwischen 20 und 35 m Seehöhe. Größere Erhebungen gibt es nur im Nordosten und Südosten: Der Nattenberg mit 72 m ü. NN bei Emsbüren, der Windmühlenberg auf der Grenze von Langen und Thuine mit 93 m ü. NN und der Windberg mit 72,7 m ü. NN bei Werpeloh im Hümmling.

### Städte
Städte sind Haren (Ems), Haselünne, Freren, Lingen (Ems), Meppen (Kreisstadt), Papenburg und Werlte (seit dem 22. März 2017).

### Flächenrekord
Der Landkreis war von seiner Gründung bis zum 5. Dezember 1993 der flächenmäßig größte Landkreis Deutschlands. Abgelöst wurde er vom damals neu geschaffenen brandenburgischen Landkreis Uckermark, welcher am 4. September 2011 seinerseits vom Landkreis Mecklenburgische Seenplatte abgelöst wurde.

### Nachbarkreise
Der Landkreis grenzt im Uhrzeigersinn im Norden beginnend an die Landkreise Leer, Cloppenburg und Osnabrück (alle in Niedersachsen), an den Kreis Steinfurt (in Nordrhein-Westfalen) sowie an den Landkreis Grafschaft Bentheim (wiederum in Niedersachsen). Im Westen grenzt er an die niederländischen Provinzen Drenthe und Groningen.

### Naturschutzgebiete
Im Landkreis Emsland gibt es 76 Naturschutzgebiete. Das größte (Tinner Dose-Sprakeler Heide) hat eine Fläche von rund 3.500 ha, das kleinste (Zitterteiche) eine Fläche von 2,9 ha. Das ehemals kleinste Naturschutzgebiet des Landkreises, das 2,6 ha große Naturschutzgebiet „Hasealtarm bei Wester“, ging 2017 im Naturschutzgebiet „Natura-2000-Naturschutzgebiet in der unteren Haseniederung“ auf.
Siehe auch:
- Liste der Naturschutzgebiete im Landkreis Emsland
- Liste der Landschaftsschutzgebiete im Landkreis Emsland
- Liste der Naturdenkmale im Landkreis Emsland
- Liste der geschützten Landschaftsbestandteile im Landkreis Emsland

### Bevölkerung
Im Landkreis Emsland wird von der einheimischen Bevölkerung noch vielerorts – insbesondere im ländlichen Raum – die niedersächsische Sprache (umgangssprachlich plattdüütsch oder auch platt/plattdeutsch) gesprochen. Mit einer Bevölkerungsdichte von 113 Einwohnern pro Quadratkilometer (2019) gehört der Landkreis zu den dünnbesiedelten Regionen in Deutschland. Der Landkreis ist katholisch geprägt. Der Anteil der Katholiken an der Gesamtbevölkerung wurde im Zensus 2011 auf 68,4 % geschätzt.
Der Landkreis Emsland weist eine relativ hohe Geburtenrate auf.

## Geschichte

### Vor der Gründung

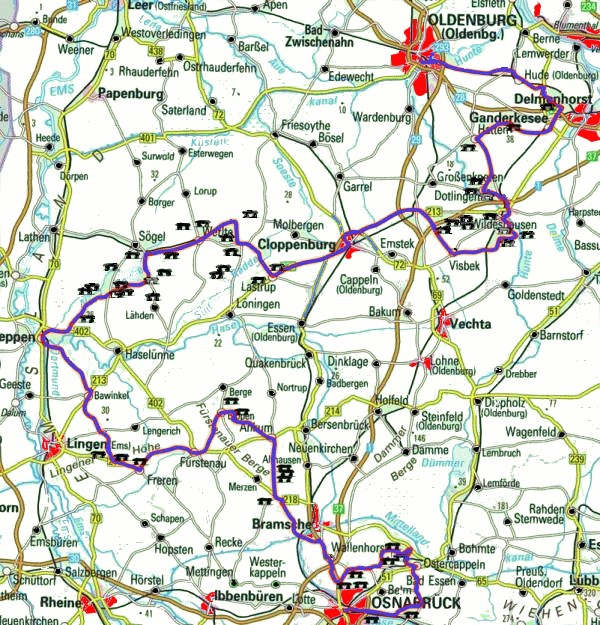
Megalithanlagen und Hünengräber

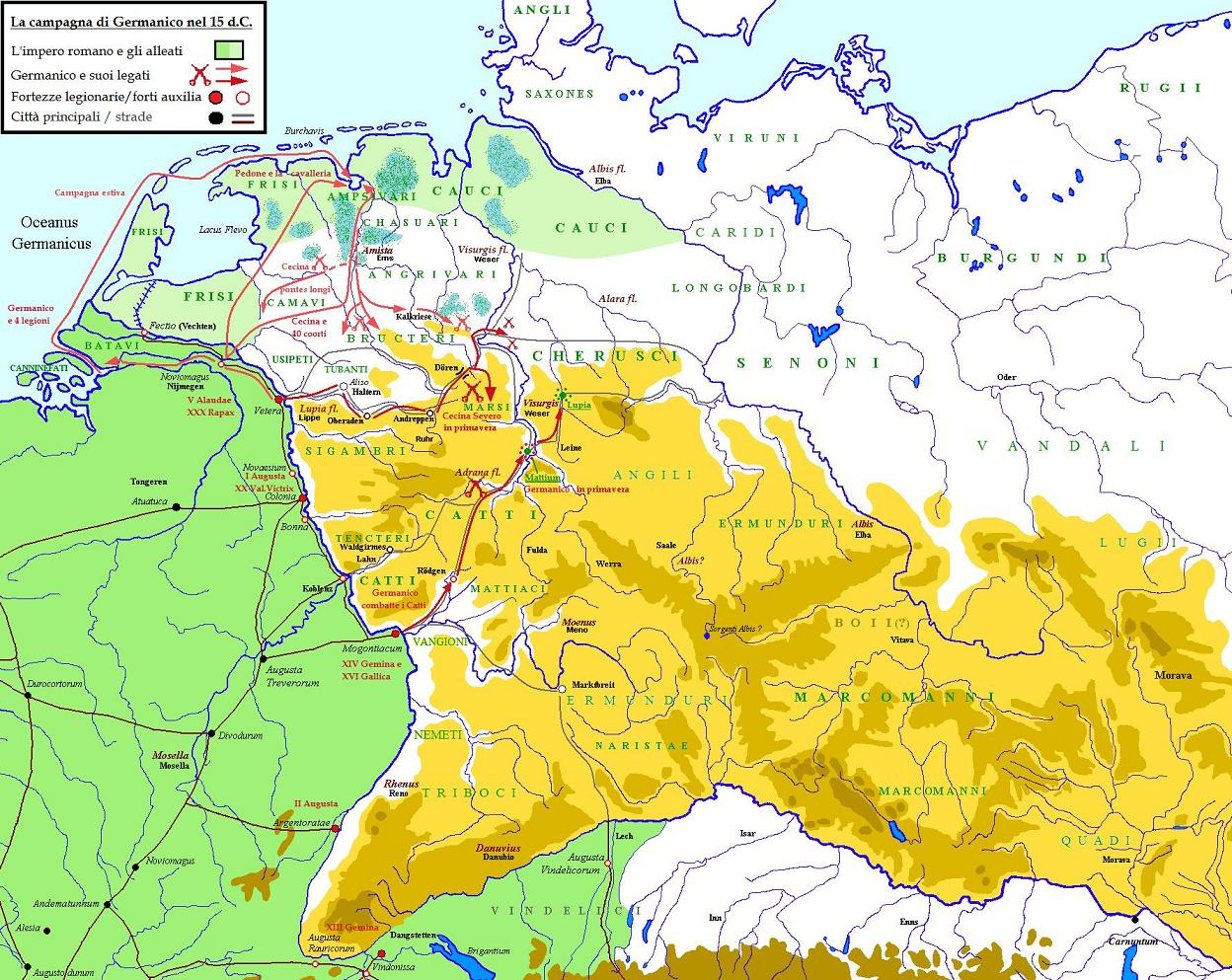
Germanicus, Feldzug in das rechtsrheinische Gebiet Germania magna (eingezeichnete Orte entsprechen nicht unbedingt dem Stand der Wissenschaft)

#### Frühgeschichte
Die Region wurde nach der letzten Eiszeit, in der hier zunächst Jäger und Sammler lebten, etwa um 4000 v. Chr. von der Trichterbecherkultur in den Ackerbausektor Nord-Mitteleuropas einbezogen. Ab 3500 v. Chr. entstanden im Emsland über 60 Megalithanlagen und Hünengräber primär zwischen Meppen und Lastrup sowie zwischen Lingen und Freren. Weitere Fundstücke aus der Jungsteinzeit stammen aus Gebieten entlang der Ems, der Hase sowie aus dem Dreieck Freren, Lengerich und Fürstenau.
Im Emsland, zwischen den Flüssen Ems und Hunte, lag in der jüngeren Bronzezeit (ca. 1100 bis 800 v. Chr.) das Verbreitungsgebiet der sogenannten Ems-Hunte-Gruppe. Fundstücke vom Nattenberg bei Emsbüren zeigen mythologische Schiffsdarstellungen dieser Kultur. Ein weiteres prächtiges Fundstück stammt vom Heiligenberg bei Gleesen in der Nähe von Bramsche. Als Kultanlage gilt die auf dem Höhenzug Hörtel bei Leschede aus sechs Pfostendoppelreihen bestehende, 16 Meter lange und 216 Pfosten umfassende Avenue dieser Kultur. Diese Avenue kam auf einem Gräberfeld aus der Übergangszeit von der jüngeren Bronzezeit zur frühen Eisenzeit zwischen zwei Grabhügeln zum Vorschein. Aus der Eisenzeit sind ebenfalls zahlreiche Relikte überkommen.
Eine germanische Besiedlung des Emslandes ist vor der Zeitenwende anzunehmen, wobei die Germanen in verhältnismäßig kleinen Siedlungen wohnten. Das Suffix „-ing“ ist ein Hinweis auf die Besitznahme von Gebieten durch die Germanen. Dieses gilt besonders für Orte südlich von Lingen. Orte mit dem Suffix „-ing“ sind:
Lingen, Messingen, Völleringhook, Sommeringen, Estringen, Münnigbüren, Mehringen, Imming, Schardingen, Rupingberg sowie die Orte Raming, Teglingen und Wippingen, nördlich von Lingen.
Die Topografie zeigt aber auch, dass diese Orte bereits vor der germanischen Inbesitznahme besiedelt waren: Zum Beispiel befinden sich in Mehringen und in Teglingen Grabanlagen aus dem Neolithikum. Das Gebiet des ehemaligen Landkreises Hümmling zeigt ebenfalls eine durchgehende Besiedlung seit dieser Zeit, aufgrund von mehr oder weniger gut erhaltenen Hünengräbern. Dieses Gebiet wird auch Sögeler Geest genannt. Des Weiteren belegen auch zahlreiche Funde, dass der Ort Estringen bei Bramsche schon in der Steinzeit große Bedeutung gehabt haben muss. Die Herkunft dieses Ortsnamens leitet sich von den Begriffen Esch und Ting ab. Tingplätze waren bei den Germanen geheiligte religiöse Plätze, zusätzlich dienten diese Plätze als Gerichts- und Versammlungsplatz. Meppen war wahrscheinlich schon in dieser Zeit ein wichtiger germanischer Handelsort. Vom Osnabrücker Land, einer Region mit bedeutenden Eisenerzvorkommen, konnte Eisen über die Hase und die Ems nach Ostfriesland und Groningen, im Tausch mit Friesensalz, verschifft werden.
Die Germanen kannten keinen Verwaltungsstaatswesen im heutigen Sinne. Die germanischen Stämme waren ähnlich wie Personenverbandsstaaten organisiert. Die Angehörigen eines Stammes schworen ihrem Herrscher die Treue. Der „Staat“ wurde nicht über eine räumliche Ausdehnung definiert, sondern über seine Menschen und deren Stellung zum Herrscher. Deshalb waren die Reiche stark mit dem jeweiligen Herrscher verbunden, und der Tod eines Herrschers bedeutete oft auch den Untergang des Reiches. Laut dem römischen Historiker Tacitus siedelte der germanische Stamm der Ampsivarier (germanisch „Ems-Männer“) in nördlichen Emsland, der germanische Stamm der Chasuarier an der Hase und der Volksstamm der Brukterer im südlichen Emsland. Zudem ist bekannt, dass die kaiserliche römische Armee mehrfach die Ems als Transportweg genutzt und an ihren Ufern auch Lager, wie das Lager Bentumersiel errichtet hat. Römische Funde, wie zum Beispiel in Lengerich, in Gersten, in Geeste, nördlich von Meppen, sowie verschiedenen Fundstätten im Bereich des Zusammenflusses der Großen Aa mit der Ems in Gleesen bei Bramsche zeigen zudem den Zusammenhang mit den römischen Aktionen in spätaugusteisch-frühtiberischer Zeit. In Hesselte wurde 2007 eine germanische Siedlung aus der römischen Kaiserzeit entdeckt, die vermutlich am Marschweg der römischen Truppen lag. Römische Funde an der Ems sind dabei besonders interessant, da sie Belege für die Aktionen des Germanicus 15–16 n. Chr. sein können.

#### Mittelalter

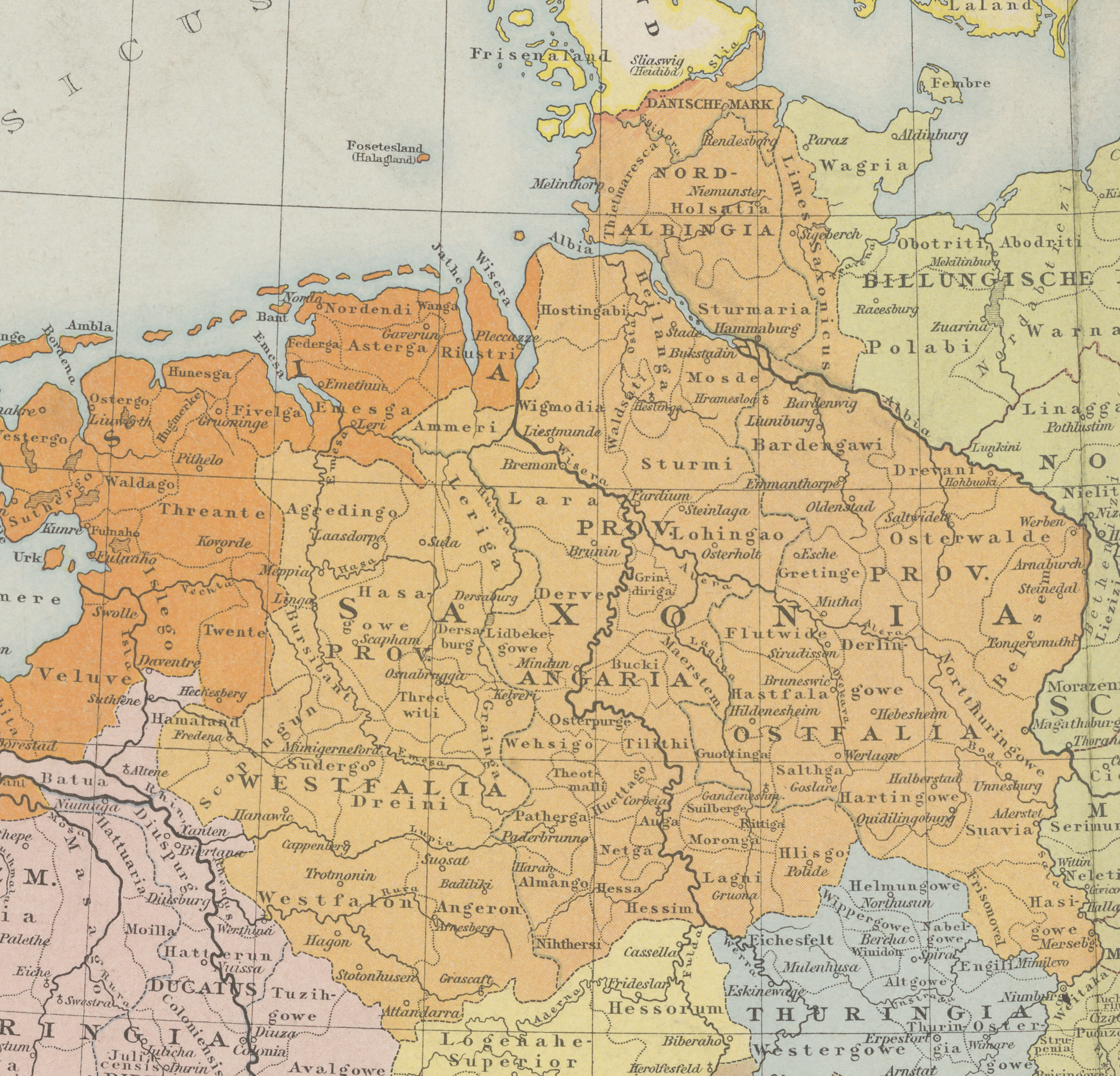
Stammesherzogtum Sachsen

Ab dem 5. Jahrhundert unterstand das Emsland dem Einfluss des fränkischen Reiches und dem Stammesherzogtum Sachsen. Territorial gehörte Lingen zum Venkigau und Meppen zum Hasegau. Die Gaugrafen des Hasegaues standen mit dem Hause Widukinds in verwandtschaftlicher Beziehung. Als erster Gaugraf des Hasegaus wird Mitte des 10. Jahrhunderts Heinrich genannt sowie sein Sohn Gottschalk. Ab dem 9. Jahrhundert erfolgen durch die Christianisierung des Emslandes die ersten urkundlichen Erwähnungen von Ortschaften im Emsland. Im Jahre 834 erfolgt die urkundliche Erwähnung von Meppen in einer Schenkungsurkunde Vita secunda S. Liudgeri von Kaiser Ludwig dem Frommen, in der die Missionszelle Meppen der Benediktinerabtei Kloster Corvey in Höxter übertragen wurde. Im Heberegister der Benediktinerabtei vom Kloster Werden an der Ruhr werden 836 Messingen und Thuine, 891 Freren und 975 Lingen als zum Venkigau gehöriger Ort erwähnt.

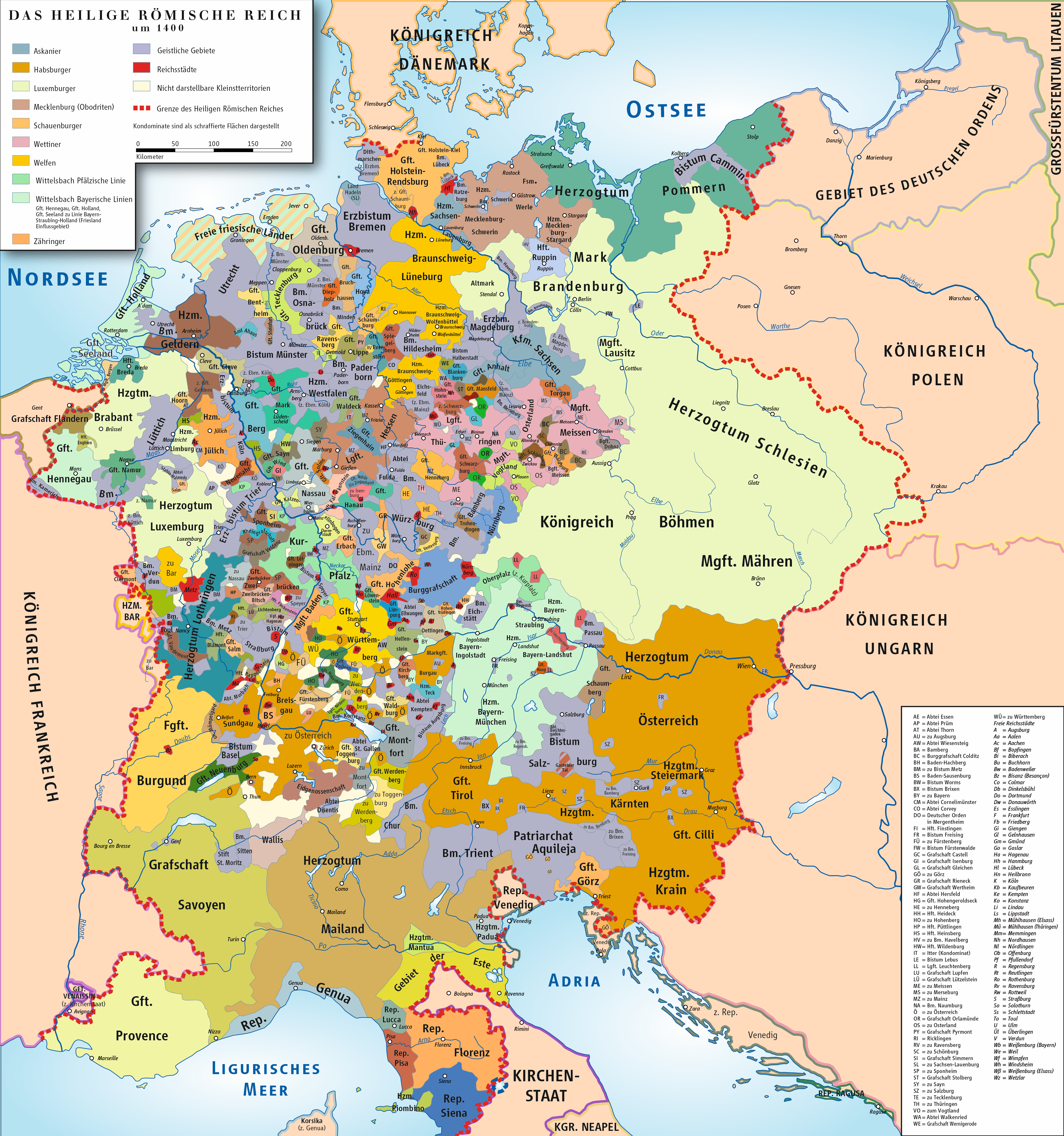
Das Heilige Römische Reich um 1400

Im Januar 1180 entzog Friedrich Barbarossa dem sächsischen Herzog Heinrich der Löwe die Reichslehen, so dass sich auf dem Territorium des heutigen Emslandes das Oberstift Münster und die Grafschaft Tecklenburg herausbildeten. Zum Beispiel büßte Hümmlingen 1394 seine territoriale Unabhängigkeit durch die Eroberung Cloppenburgs durch den Bischof Otto IV. von Hoya von Münster ein. In der Urkunde Freibauernurkunde wird die Abtrennung von Lahn bei Sögel vom Herrschaftsgebiet der Grafen von Tecklenburg an das Oberstift Münster bekundet. Nach der Einteilung des Heiligen Römischen Reiches in zehn Reichskreise gehörte ab dem 16. Jahrhundert das Emsland zum Niederrheinisch-Westfälischen Reichskreis. Durch den großen Anteil an Mooren und wenig ertragreichen Geestböden besaß diese Region nur sehr wenig Kulturland, das ackerbaulich bewirtschaftet werden konnte. Deshalb herrschte relativ viel Armut im Emsland.

#### Frühe Neuzeit

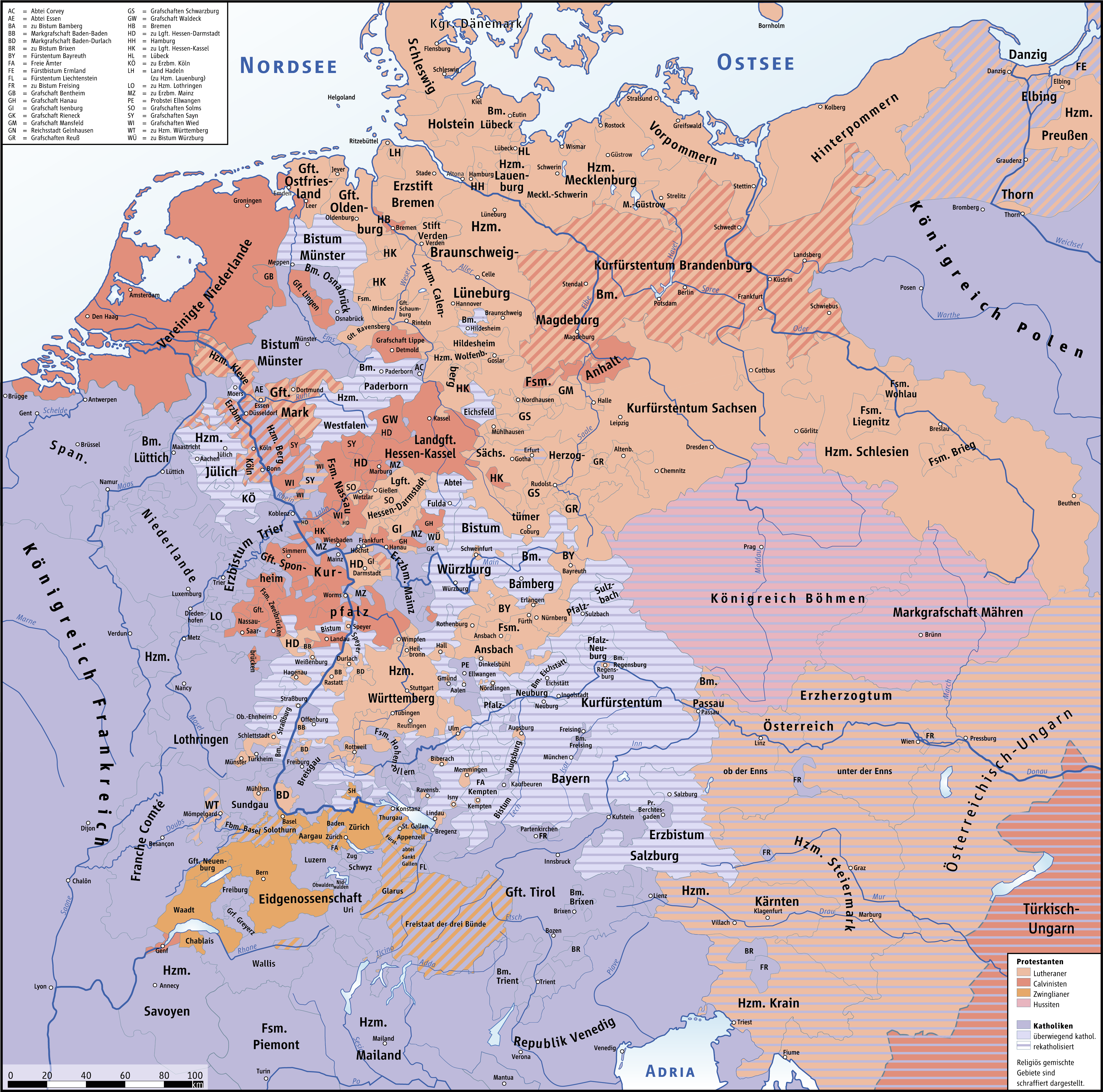
Das Heilige Römische Reich um 1618

Festungsbau in den Niederlanden während des Achtzigjährigen Krieges

Hochstift Münster um 1560

Der Norden (der frühere Landkreis Aschendorf-Hümmling) und die Mitte (der frühere Landkreis Meppen) des heutigen Landkreises sowie ein schmaler Korridor zwischen den Grafschaften Bentheim und Lingen mit den Orten Lohne, Emsbüren und Salzbergen gehörten zum Hochstift Münster. Die Grafschaft Bentheim und die Vereinigten Niederlande grenzten an das Hochstift Münster westlich der Ems. Nördlich grenzte das Hochstift an die Grafschaften Ostfriesland und Oldenburg. Die Grafschaft Lingen war von den Hochstiften Osnabrück und Münster komplett umringt.
Von Jütland kommend durchquerte die Flämische Straße in Ost-West-Richtung und in Nord-Süd-Richtung die Friesische Straße, die der Ems folgend Westfalen mit der Nordseeküste verband, das Emsland. Entlang der Ems erstreckte sich im westlichen Emsland das Bourtanger Moor.
Grafschaft Lingen (Südliches Emsland)
Im südlichen Emsland entstand 1493 durch die Teilung der Grafschaft Tecklenburg die Grafschaft Lingen. Graf Nikolaus IV. residierte bis 1541 auf der Burg Lingen. 1541 erbte Konrad von Tecklenburg-Schwerin die Grafschaft. Er führte 1543 die Reformation ein. Nach der Niederlage des Schmalkaldischen Bundes musste er im Jahr 1548 Lingen an Kaiser Karl V. abtreten. Durch den Verlust der Regentschaft Konrads wurde Lingen rekatholisiert. Das Lehen wurde seiner Schwester Maria von Ungarn, der Statthalterin der Niederlande, 1550 übertragen. Hiernach trat der Sohn von Karl V., Philipp II., König von Spanien und den Niederlanden, seine Lehnsschaft in Lingen an. Lingen, das sich in spanischer Hand befand, wurde während des Achtzigjährigen Krieges von Prinz Moritz von Oranien in seinem Feldzug von 1597 erobert. Am 19. August 1597/12. November 1597, nach mehrtägiger Belagerung, fiel die Festung. Lingen hatte aufgrund seiner Lage an der Flämischen Straße von Zwolle nach Hamburg sowie der Friesischen Straße von Münster nach Emden hohe militärische Bedeutung in diesem Krieg. Die Grafschaft Lingen wurde calvinistisch. 1605 wurde Lingen vom spanischen Feldherrn Ambrosio Spinola zurückerobert und rekatholisiert. In dieser Zeit bestand nur die Möglichkeit, in die Provinz Groningen über die Dieler Schanze vorzurücken, die aber sehr stark befestigt war. Während des Dreißigjährigen Krieges rückte die Garnison aus Lingen am 11. Februar 1624 über die gefrorenen Moorflächen in Hesepe und Haren unter dem Kommando Lucas Kairos gegen Ter Apel in der Provinz Groningen vor. Nach heftigen Kämpfen wurden die Spanier bis nach Groß Fullen bei Meppen zurückgedrängt. Durch den Verlust der Festungen Oldenzaal und Wesel zogen sich 1630 die Spanier aus Lingen sowie aus allen deutschen Stellungen nördlich des Rheins zurück. Nach der Übergabe der Festung Lingen an die Kaiserlichen wurde sie 1632 geschleift. Lingen ging erneut Anfang 1633 in den Besitz der Oranier über und wurde wieder calvinistisch. In der angrenzenden Grafschaft Bentheim tobte während des Dreißigjährigen Krieges auch von 1618 bis 1648 der Krieg. Die Grafschaft Bentheim war zwar neutrales Land, die Bevölkerung hatte jedoch trotzdem stark zu leiden. Münsterische, lüneburgerische, hessische und schwedische Truppen bezogen hier Quartier und erpressten Verpflegung und die letzte Habe.
Hochstift Münster und Osnabrück (Nördliches Emsland)
Im nördlichen Emsland, während der Regentschaft des Fürstbischofs Franz von Waldeck, erhielt ab 1543 die Reformation Aufwind. Als Fürstbischof unterstützte Franz von Waldeck die Reformation in seinem Bistum. Er beschloss zum Beispiel 1543 die Osnabrücker Kirchenordnung, eine evangelische Kirchenordnung für die Landkirchen des Hochstifts Osnabrück. Auch militärisch unterstützte Franz von Waldeck die Protestanten gegen den noch katholischen Herzog Heinrich von Braunschweig-Wolfenbüttel. Waldeck suchte sogar um die Aufnahme in den Schmalkaldischen Bund nach. Dies hatte jedoch keinen Erfolg, da der Bund die endgültige Durchsetzung der Reformation zur Bedingung machte. Nach der Schlacht bei Mühlberg und der Niederlage des Schmalkaldischen Bundes sah sich Waldeck gezwungen, seine Reformationspläne aufzugeben. Im Hochstift Münster und Osnabrück war die Reformation indes so weit fortgeschritten, dass Rekatholisierungsansätze zum Scheitern verurteilt waren. Im September 1587, während des Achtzigjährigen Krieges zwischen der Utrechter Union und der spanischen Linie der Habsburger, drangen die Niederländer von Zwolle kommend über die Ems, um das Niederstift Münster und die Festung Meppen zu okkupieren. Meppen fiel am 11. September 1587 in die Hände der Vereinigten Niederlande. Im Oktober des gleichen Jahres konnte Meppen von spanischen Truppen für das Hochstift Münster zurückerobert werden, ebenso wie Lengerich im südlichen Emsland. Aufgrund der Tatsache, dass beide Kriegsparteien in den ausgebluteten Niederlanden kaum noch Nahrung fanden, weitete sich der Krieg auf das angrenzende Emsland endgültig aus. Zu besonders starken Plünderungen des Emslandes kam es bei Gefechten 1591 und 1592. Im Jahre 1605 versuchten die Oranier zudem durch die Sperrung der Ems oberhalb von Meppen das Emsland unter ihre Kontrolle zu bringen, was aber misslang.
Als Ferdinand von Bayern 1612 das Amt des Bischofs von Münsters antrat, leitete er im Hochstift Münster die Gegenreform ein. Im Jahr 1614 erließ er eine Religionsordnung, die das Bürgerrecht und öffentliche Ämter nur für Katholiken vorsah. Er förderte die Jesuiten, Kapuziner und andere neue Orden. Während des Dreißigjährigen Krieges von 1618 bis 1648 wurde durch die protestantischen Mansfelder Truppen die Festung Meppen am 8. November 1622 vom Grafen zu Guthrum ohne Schwertstreich eingenommen. Die Festung Meppen war durch die natürliche Lage gut geschützt und hatte eine hohe strategische Bedeutung für die kriegsführenden Parteien. Nach der Niederlage Christians in der Schlacht bei Stadtlohn am 6. August 1623 zogen die kaiserlichen unter Graf Tilly in Begleitung des Grafen von Anholt in Richtung Meppen, um die Mansfelder von der Ems und aus den Grenzen Ostfrieslands zu verdrängen. Die Mansfelder räumten daraufhin Meppen am 12. August 1624 und begaben sich nach Greetsiel. Nach der Einnahme wurde in Meppen am 28. September 1624 der Reformer Melchior Balthasar hingerichtet.
Nach dem Abzug der tillischen Truppen aus dem nördlichen Emsland übernahmen die bischöfliche Freischar die Festung Meppen.
Im Jahre 1626 wurde der Hümmling vom protestantischen Heerführer Bernhard von Sachsen-Weimar, der im dänischen Dienst stand, gebrandschatzt, bis dieser durch den Grafen von Anholt zurückgewiesen wurde. Unter dem Kommando von Knaphausen konnten das nördliche Emsland und die Festung Meppen durch schwedische Truppen, nach der Schlacht von Lützen am 6. November 1632, eingenommen werden. Das nördliche Emsland wurde wieder protestantisch. Im Oktober 1635 drangen hierauf kaiserliche Truppen in das Emsland ein und eroberten am 10. Oktober 1635 die Stadt Haselünne. Achtzehn Tage später fiel Cloppenburg in die Hände der kaiserlichen, sowie Fürstenau, Quakenbrück, Vechta, Wildeshausen und Friesoythe. Hiernach zogen die Kaiserlichen in Richtung der Ems. Sie versuchten bei Aschendorf die Burg Nienhaus einzunehmen, um die Kontrolle über die Ems zu erlangen, was misslang. Im Januar 1636 konnte Haselünne wieder zurückerobert werden. Am 12. August 1637 überschritten französische und hessische Truppen die Ems bei Rhede und Aschendorf und nahmen die von Kaiserlichen gehaltene Dieler Schanze ein. Zu dieser Zeit war das die einzige Möglichkeit, um vom Emsland nach Ostfriesland zu gelangen. Gemäß den Bestimmungen des Westfälischen Friedensvertrags und der Beschlüsse auf dem Reichstag zu Nürnberg von 1650 wurde den Menschen im Hochstift Osnabrück mit der Immerwährenden Kapitulation (Capitulatio perpetua osnabrugensis) die freie Religionsausübung zugesichert. Aus der kaiserlichen Armee des Dreißigjährigen Krieges in Westfalen hatte Fürstbischof Christoph Bernhard von Galen 1651 Soldaten für sein Gebiet rekrutiert, um sich gegen die protestantischen Nachbarn zu behaupten. Vor allem die expandierenden Niederländer waren Galen ein Dorn im Auge. Während dieser Zeit wurde auch die Befestigung der Stadt Meppen weiter verstärkt.

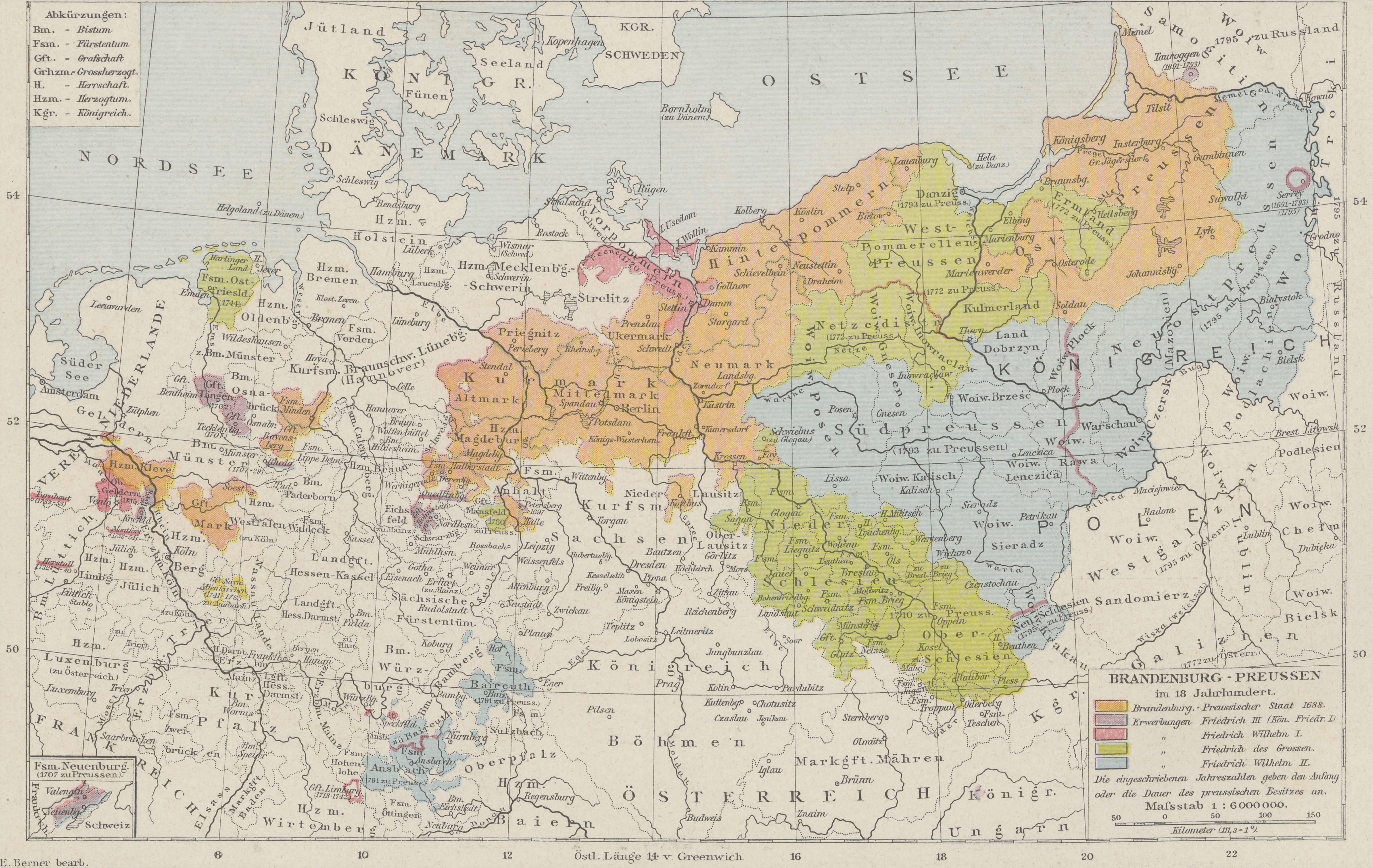
Grafschaft Lingen, Teil von Preußen (1713–1810)

#### Nach dem Dreißigjährigen Krieg

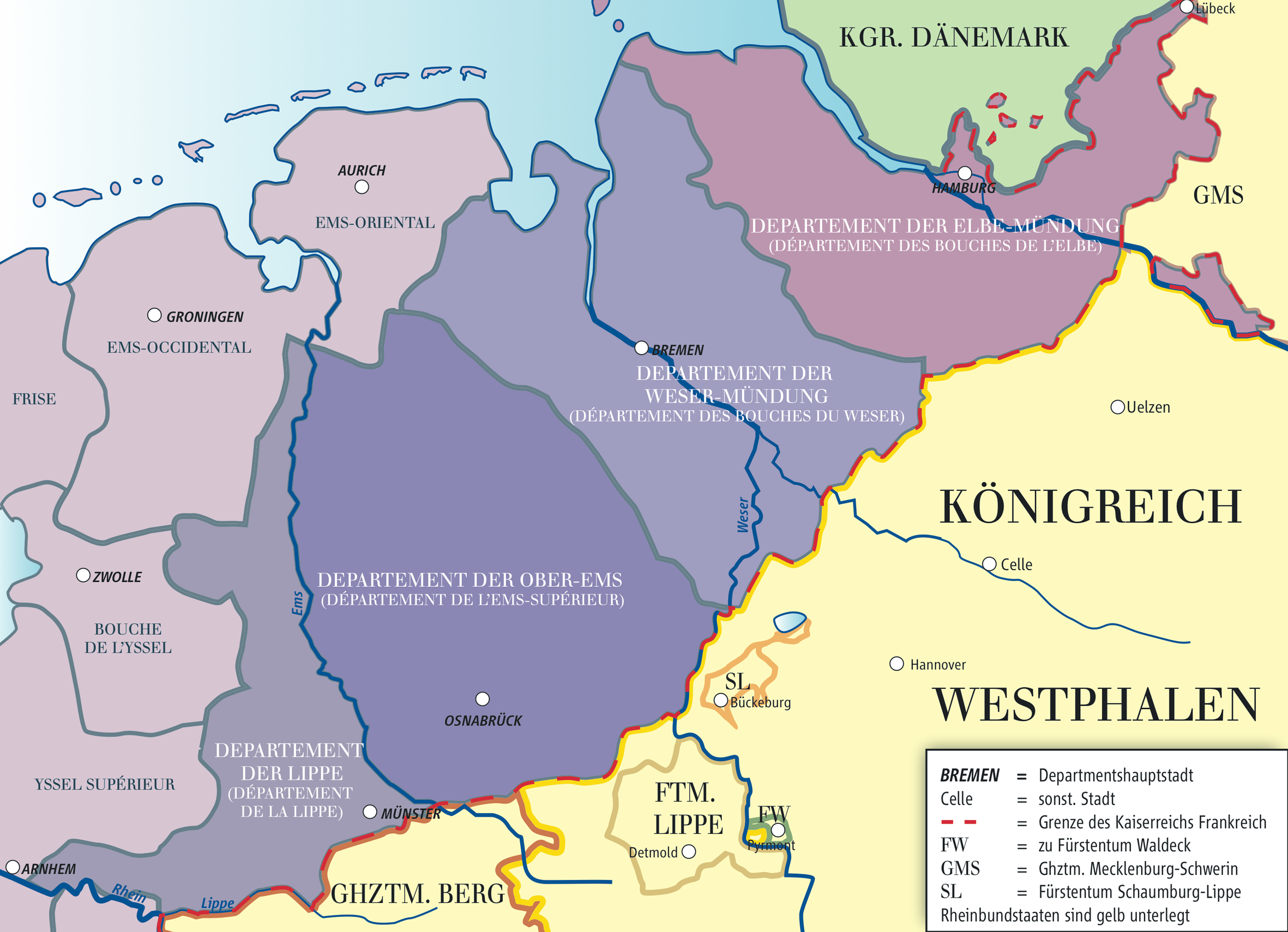
Das Emsland, Teil Frankreichs (1811–1813)

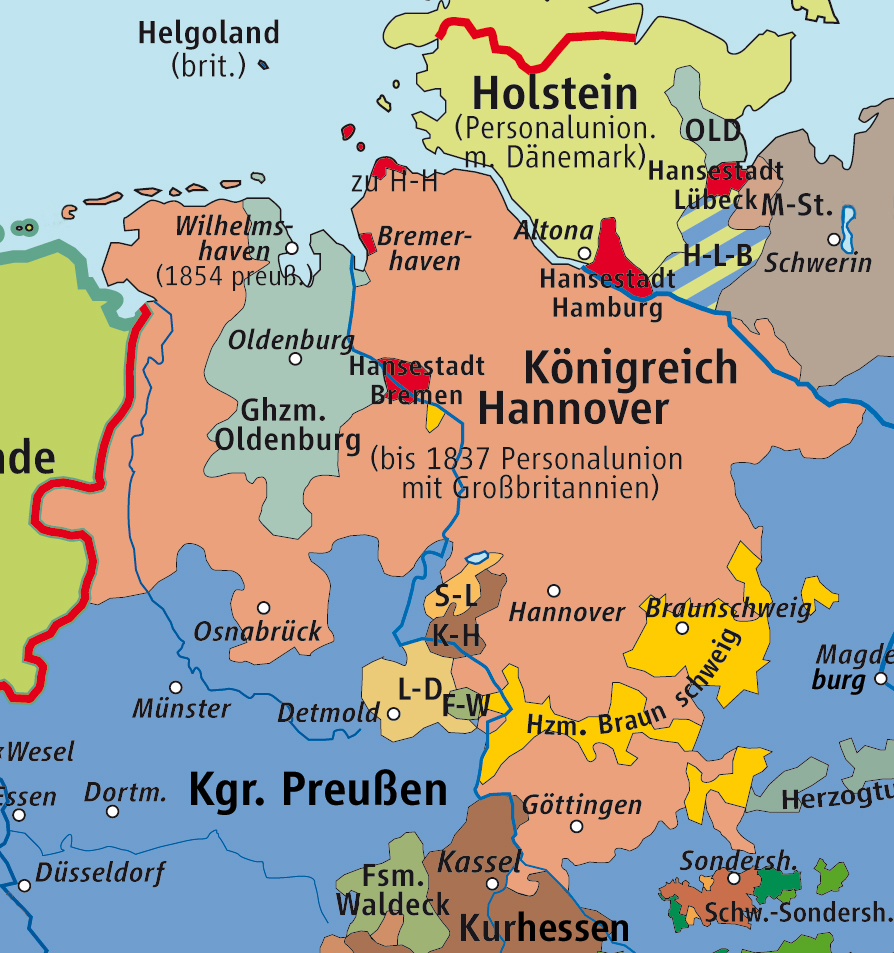
Das Emsland, Teil des Königreichs Hannover (1814–1866)

Ausdehnung des preußischen Staates
(1866–1918)

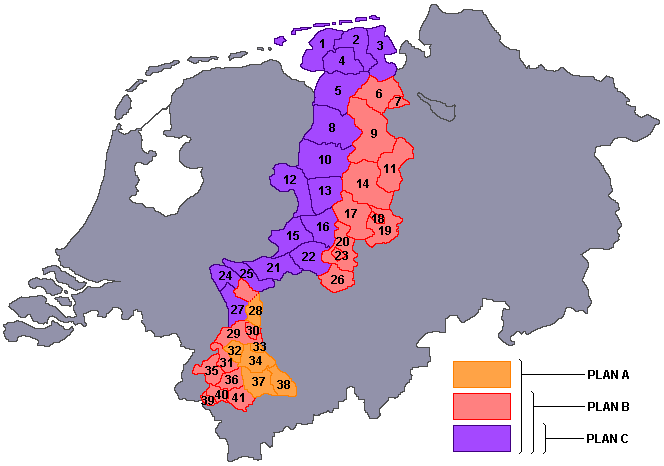
Niederländischer Bakker-Schut-Plan zur Annexion des Emslandes

Die Grafschaft Lingen blieb bis zum Tod von Wilhelm III. Teil der Niederlande. Am 25. März 1702 übernahm Preußen durch einen unblutigen Handstreich die Regentschaft über Lingen. Der Geheimrat Thomas Ernst Danckelman ließ in Absprache mit König Friedrich I. königlich-preußische Embleme anbringen und die Beamten auf das neue Herrscherhaus vereidigen.
Zudem erfolgte durch den Frieden von Lunéville die territoriale Neuordnung des Hochstifts Münster. Nach dem Reichsdeputationshauptschluss endete die weltliche Herrschaft des Bischofs von Münster über weite Teile des Emslandes endgültig.
Durch die Besetzung des Hochstifts Münster von preußischen Truppen wurde das Emsland 1802 säkularisiert. Das südliche Emsland gehörte nach der Säkularisation zum Erbfürstentum Münster und das nördliche Emsland zum Herzogtum Arenberg-Meppen.
Nach dem Frieden von Tilsit 1807 wurde das Erbfürstentum Münster von den Franzosen besetzt und 1808 wurde das Emsland Teil des Großherzogtums Berg. Durch die Annexion nordwestdeutscher Gebiete am 1. Januar 1811 durch das napoleonische Kaiserreich wurde das Emsland Teil des französischen Kaiserreichs. Es gehörte zum Département de l’Ems-Supérieur (Departement Ober-Ems) und Département de la Lippe (Departement Lippe). Das napoleonische Kaiserreich brachte die Errungenschaften der Französischen Revolution auch in das Emsland, den Liberalismus: Rechtsgleichheit, die Reisefreiheit, die Gewerbefreiheit, die Trennung von Kirche und Staat, den Schutz des Privateigentums und den Code civil („Code Napoléon“).
Im November 1813 endete die französische Herrschaft über das Emsland. 1814 fiel die Grafschaft Lingen wieder an Preußen, aber durch den Verzicht Preußens auf die Niedere Grafschaft Lingen wurde Lingen Teil des auf dem Wiener Kongress gegründeten Königreichs Hannover.

#### Neuere Neuzeit
Seit 1814 gehörte das Emsland zum Königreich Hannover. Mit diesem fiel es 1866 an Preußen.

#### 1933 bis 1945
Im vornehmlich katholisch geprägten Emsland war die NSDAP bis zur „Machtergreifung“ 1933 eine Außenseiterpartei. Sie mussten mit wenigen Stützpunkten auskommen, und wenn es Veranstaltungen der NSDAP gab, stammten die Redner und Vorsitzenden meistens nicht aus der Region. Die ersten NSDAP-Stützpunkte wurden aus der Grafschaft Bentheim, Ostfriesland und dem Osnabrücker Land gegründet oder mitbetreut. Durch den Kampf der Zentrumspresse, der katholischen Kirche und übrigen Parteien gegen sie vermochte die NSDAP vor 1933 lediglich in einigen wenigen Ortschaften, in denen ausgeprägte lokale Konflikte bestanden, so in Aschendorf und Haselünne, sowie in den Städten Fuß zu fassen, ohne aber an ihren reichsweiten Resultaten anknüpfen zu können.
Vor dem Zweiten Weltkrieg wurde der Reichsarbeitsdienst im Emsland für verschiedene Tätigkeiten eingesetzt. Ein bedeutender Schwerpunkt war der – allerdings wenig effektive – Einsatz zur Urbarmachung der riesigen Moor- und Heidefläche (Emslandkultivierung), auf der im Rahmen der Autarkiepolitik neue Höfe entstehen sollten. Im Rahmen der Emslandkultivierung wurden insgesamt 15 Emslandlager errichtet. Die drei ersten Lager waren das KZ Neusustrum, das KZ Börgermoor und das KZ Esterwegen. Sie wurden 1933 für politische „Schutzhäftlinge“ errichtet. Einer der bekanntesten Schutzhäftlinge im KZ Esterwegen war der Friedensnobelpreisträger Carl von Ossietzky. Ein weiterer Schwerpunkt war der Bau des Seitenkanals Gleesen-Papenburg.

#### Zeit ab 1945
Ab 1945 planten die Niederlande, große Gebietsteile entlang der deutsch-niederländischen Grenze zu annektieren. Dies wurde als eine Möglichkeit der Kriegsreparation neben Geldzahlungen und dem Überlassen von Arbeitskräften in Betracht gezogen. Die Gebiete, welche nach dem Bakker-Schuts-Plan hätten annektiert werden sollen, umfassten den gesamten Landkreis. Das Emsland war nach dem Zweiten Weltkrieg Teil der britischen Besatzungszone. Die Ausnahme bildete Haren im Zentrum des Emslandes zwischen Meppen und Papenburg, das von 1945 bis 1948 unter polnischer Besatzung stand. Am 10. September 1948 verließen die letzten Polen Haren.
Seit 1946 gehört der jetzige Landkreis zum Bundesland Niedersachsen.
Im Emsland wurde durch die Inbetriebnahme des Kernkraftwerkes Lingen das Atomzeitalter eingeleitet. Das Kernkraftwerk war eines der ersten kommerziellen Kernkraftwerke in Deutschland. Bereits im Jahr 1977 wurde der nukleare Teil des Kraftwerks nach einem Schaden im Dampfumformersystem stillgelegt. Gegen die Errichtung eines Endlagers und einer Wiederaufbereitungsanlage (WAA) für radioaktiven Abfall fand am 29. November 1976 in Wippingen bei Dörpen eine große Anti-Atom-Demonstration statt. Dies war der Höhepunkt des Widerstandes der Region gegen die Pläne des niedersächsischen Ministerpräsidenten Ernst Albrecht. 1988 wurde als Nachfolger das Kernkraftwerk Emsland (KKE) in Betrieb genommen, welches das zweitjüngste deutsche Atomkraftwerk ist.

### Seit der Gründung
Der heutige Landkreis wurde durch die Kreisreform am 1. August 1977 aus den Landkreisen Aschendorf-Hümmling, Meppen und Teilen des Landkreises Lingen gebildet. In vielen Statistiken des Landkreises spiegelt sich diese Aufteilung in Emsland-Nord, Emsland-Mitte und Emsland-Süd wider.
Im September 2018 war der Landkreis infolge eines Moorbrands bundesweit in den Medien. Die teils unterirdischen Feuer wurden im Rahmen eines Tests der Bundeswehr am 3. September 2018 durch eine von einem Hubschrauber vom Typ Eurocopter Tiger abgefeuerte Rakete entzündet.

## Bevölkerungsentwicklung
| Jahr | Einwohner |
| ---- | --------- |
| 1821 | 65.973    |
| 1848 | 76.893    |
| 1871 | 79.743    |
| 1885 | 83.512    |
| 1905 | 94.612    |
| 1925 | 117.094   |
| 1933 | 129.843   |
| 1939 | 154.739   |
| 1946 | 175.933   |

| Jahr | Einwohner |
| ---- | --------- |
| 1950 | 190.564   |
| 1956 | 188.582   |
| 1961 | 200.236   |
| 1970 | 228.001   |
| 1971 | 230.208   |
| 1978 | 237.775   |
| 1980 | 240.748   |
| 1985 | 248.112   |
| 1987 | 255.394   |

| Jahr | Einwohner |
| ---- | --------- |
| 1990 | 263.890   |
| 1995 | 292.993   |
| 2000 | 303.034   |
| 2005 | 309.613   |
| 2015 | 319.488   |
| 2020 | 328.930   |

Die Einwohnerzahlen vor 1977 beziehen sich auf das Gebiet der früheren Landkreise Aschendorf-Hümmling, Meppen und Lingen.

## Religionen
Der Landkreis Emsland gehört wie der Landkreis Vechta, der Landkreis Cloppenburg, die ehemaligen Stifte Osnabrück und Hildesheim und das Untereichsfeld zu den Regionen in Niedersachsen, die traditionell von der katholischen Kirche geprägt sind. Gemäß den Ergebnissen des Zensus 2011 waren 69,2 % der Einwohner römisch-katholische Christen, weitere 18,4 % waren evangelische Christen.

## Politik

### Kreistag
Der Kreistag hat 66 gewählte Mitglieder. Dies ist die festgelegte Anzahl für einen Landkreis mit einer Einwohnerzahl zwischen 300.001 und 350.000 Einwohnern. Hinzu kommt der direkt gewählte hauptamtliche Landrat. Die Abgeordneten werden durch eine Kreiswahl für jeweils fünf Jahre gewählt.
Ihm gehören seit der Kommunalwahl am 12. September 2021 acht Parteien bzw. Wählergemeinschaften an:
- Linke: 1
- PARTEI: 1
- SPD: 13
- Grüne: 6
- FDP: 4
- UWG: 3
- CDU: 36
- AfD: 2

Ergebnisse der Kreistagswahlen seit 2001
| Parteien und Wählergemeinschaften | Parteien und Wählergemeinschaften           | % 2021  | Sitze 2021 | % 2016  | Sitze 2016 | % 2011  | Sitze 2011 | % 2006 | Sitze 2006 | % 2001 | Sitze 2001 |
| --------------------------------- | ------------------------------------------- | ------- | ---------- | ------- | ---------- | ------- | ---------- | ------ | ---------- | ------ | ---------- |
| CDU                               | Christlich Demokratische Union Deutschlands | 54,28   | 36         | 59,30   | 39         | 63,04   | 41         | 67,0   | 44         | 66,5   | 46         |
| SPD                               | Sozialdemokratische Partei Deutschlands     | 19,97   | 13         | 19,03   | 13         | 19,21   | 13         | 18,6   | 12         | 19,5   | 13         |
| Grüne                             | Bündnis 90/Die Grünen                       | 8,73    | 6          | 5,87    | 4          | 7,17    | 5          | 3,3    | 2          | 2,9    | 1          |
| FDP                               | Freie Demokratische Partei                  | 6,31    | 4          | 3,62    | 2          | 2,91    | 2          | 5,4    | 4          | 3,9    | 2          |
| UWG                               | Unabhängige Wählergemeinschaft Emsland      | 4,27    | 3          | 4,98    | 3          | 5,64    | 4          | –      | –          | –      | –          |
| AfD                               | Alternative für Deutschland                 | 3,15    | 2          | 5,56    | 4          | –       | –          | –      | –          | –      | –          |
| PARTEI                            | Die PARTEI                                  | 1,63    | 1          | –       | –          | –       | –          | –      | –          | –      | –          |
| Linke                             | Die Linke                                   | 1,34    | 1          | 0,93    | 1          | 0,81    | 0          | 0,2    | 0          | –      | –          |
| UBF                               | Unabhängige Bürgerforum                     | –       | –          | 0,71    | 0          | 0,97    | 1          | –      | –          | –      | –          |
| LWL                               | Lahner Wählerliste                          | –       | –          | –       | –          | –       | –          | 0,2    | 0          | –      | –          |
| WG                                | Sonstige Wählergruppen                      | –       | –          | –       | –          | –       | –          | 5,2    | 4          | 7,3    | 4          |
| EB                                | Einzelwahlvorschläge                        | 0,33    | 0          | –       | –          | 0,24    | 0          | –      | –          | –      | –          |
| Gesamt                            | Gesamt                                      | 100     | 66         | 100     | 66         | 100     | 66         | 100    | 66         | 100    | 66         |
| Wahlbeteiligung                   | Wahlbeteiligung                             | 59,25 % | 59,25 %    | 57,11 % | 57,11 %    | 55,07 % | 55,07 %    | 56,2 % | 56,2 %     | 61,3 % | 61,3 %     |

- Da sich die Wählergemeinschaften für 2001 und 2006 nicht aufschlüsseln lassen, sind die Ergebnisse gesondert aufgelistet.

### Landrat
Zum Nachfolger des ersten hauptamtlichen Landrates Hermann Bröring (CDU) wurde der bisherige Erste Kreisrat Reinhard Winter (CDU) gewählt. Er erhielt bei der Kommunalwahl am 11. September 2011 68,02 % der Stimmen. Zum Nachfolger von Winter wurde bei der Landratswahl am 26. Mai 2019 Marc-André Burgdorf (CDU) mit 59,44 Prozent der gültigen Stimmen gewählt. Der Landrat gehört automatisch auch dem Kreistag an.
Landräte
ehrenamtlich:
- Klaus Stricker (CDU), 1977–1981
- Josef Meiners (CDU), 1981–2001

hauptamtlich:
- Hermann Bröring (CDU), 2001–2011
- Reinhard Winter (CDU), 2011–2019
- Marc-André Burgdorf (CDU), seit 2019

Oberkreisdirektoren
- Karl-Heinz Brümmer, 1977–1991
- Hermann Bröring, 1991–2001

### Wappen

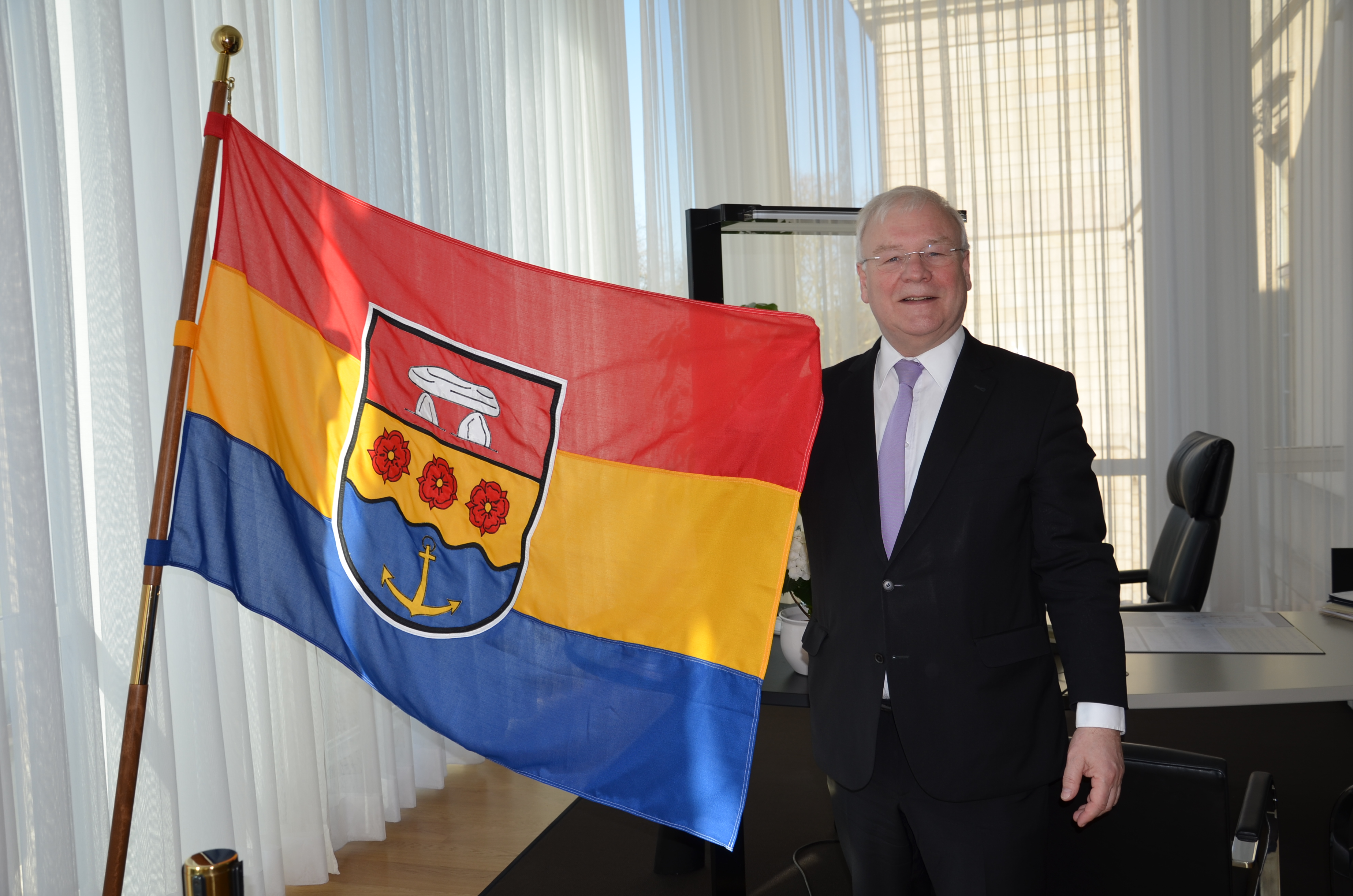
Bernd Busemann in seinem Büro im Niedersächsischen Landtag mit der Flagge des Landkreises Emsland

Das Wappen des Landkreises ist dreigeteilt. Im oberen Drittel ist ein graues Hünengrab auf rotem Untergrund dargestellt, es steht für den Nordteil des Landkreises und bezieht sich auf das Wappen des ehemaligen Landkreises Aschendorf-Hümmling. In der Mitte sind drei rote Mispelblüten auf goldenem Untergrund, sie stehen für den Zusammenschluss der drei ehemaligen Kreise und gehen auf das Wappen des ehemaligen Kreises Meppen zurück. Ein Wellenschnitt zwischen dem mittleren und dem unteren Bereich des Wappens steht für die Ems. Die Mispelblüten stammen aus dem Wappen der Herzöge von Arenberg, die 1803 Landesherren des vorher zum Hochstift Münster gehörigen Amtes Meppen wurden. Der goldene Anker auf blauem Untergrund im unteren Drittel des emsländischen Wappens geht auf das Wappen des ehemaligen Kreises Lingen zurück.

### Kreispartnerschaft
Seit dem Jahr 2004 verbindet eine Partnerschaft den Landkreis Emsland mit dem polnischen Landkreis (Powiat) Lidzbarski (dt. Heilsberg in Ostpreußen) in der Woiwodschaft Ermland-Masuren. Diese Partnerschaft knüpft an die Patenschaft an, die der Landkreis Aschendorf-Hümmling 1954 für den Kreis Heilsberg übernommen hatte. In Werlte wurde die Heimatstube der Kreisgemeinschaft Heilsberg eingerichtet.

## Kultur und Sehenswürdigkeiten

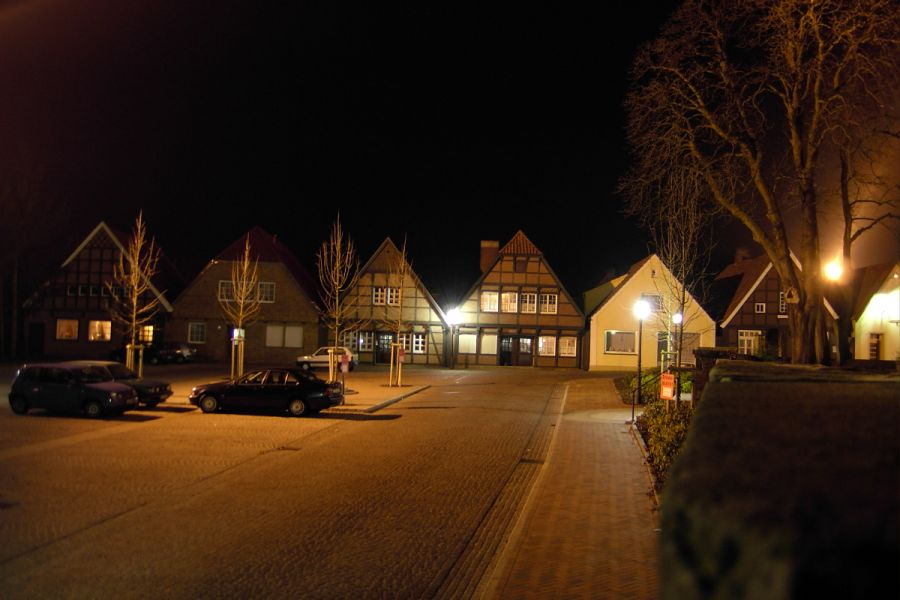
Hofstätte Haselünne

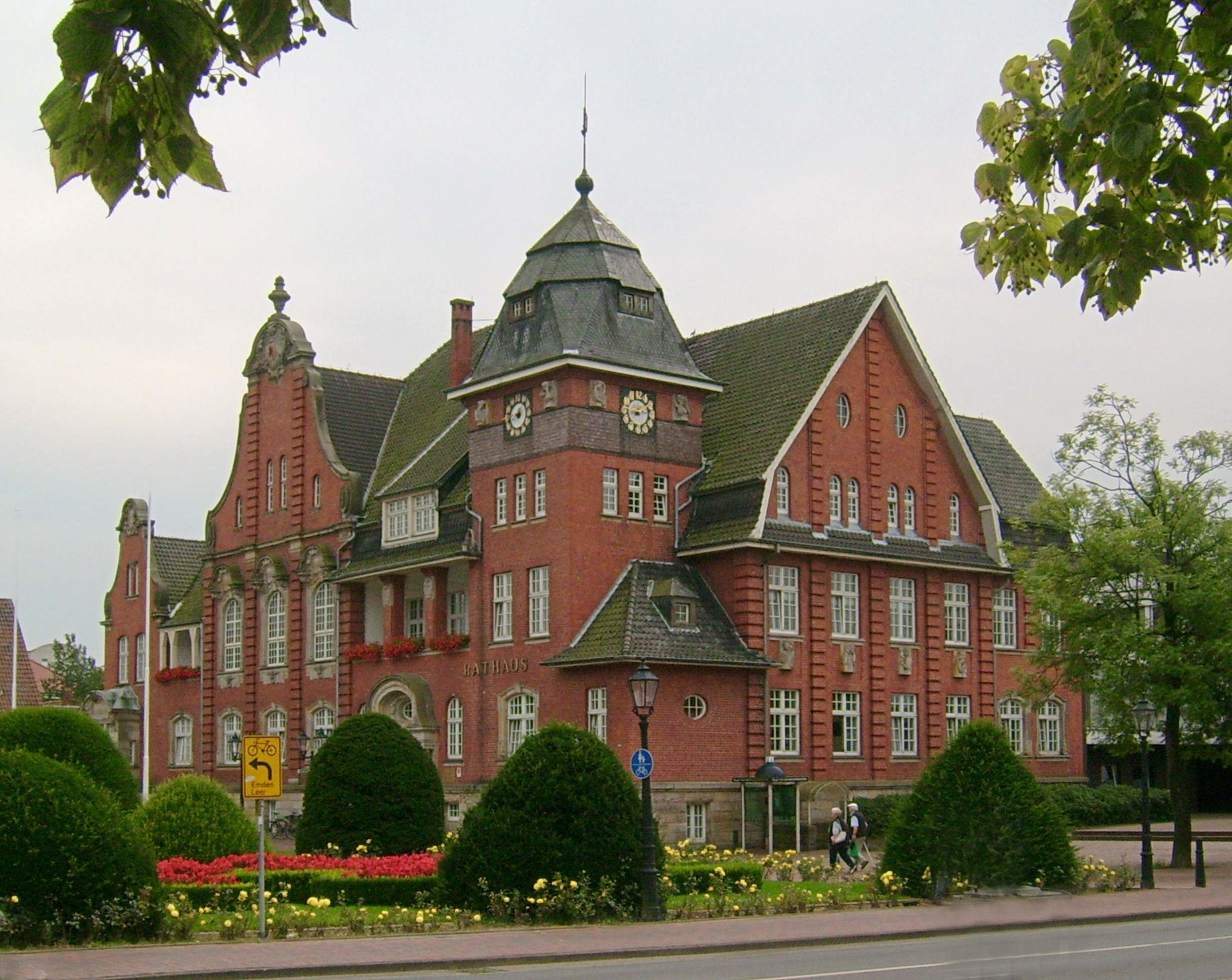
Rathaus Papenburg

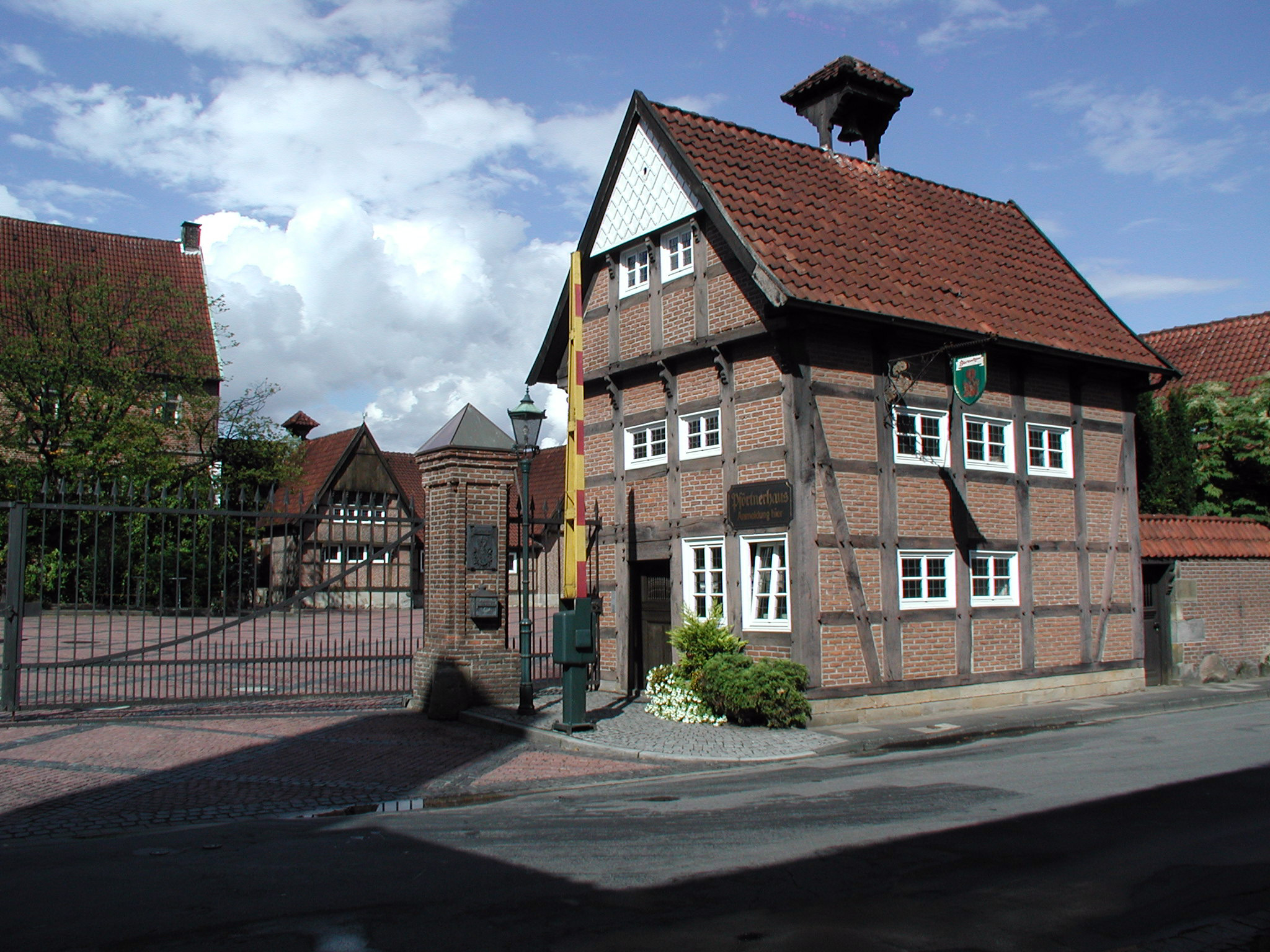
Kornbrennerei Berentzen Haselünne

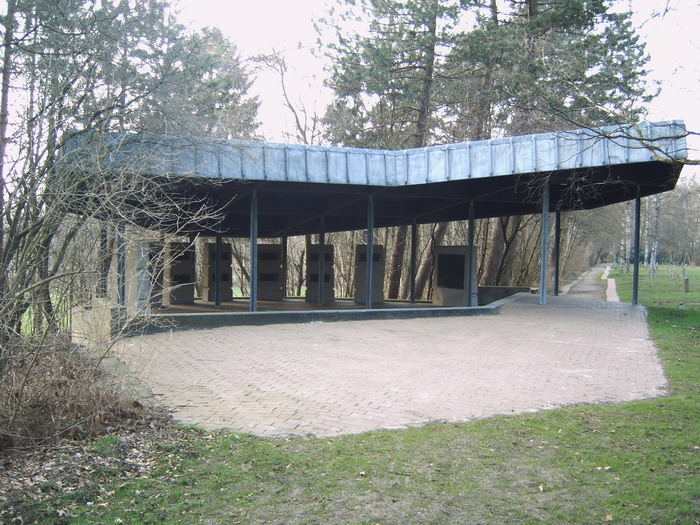
KZ Esterwegen

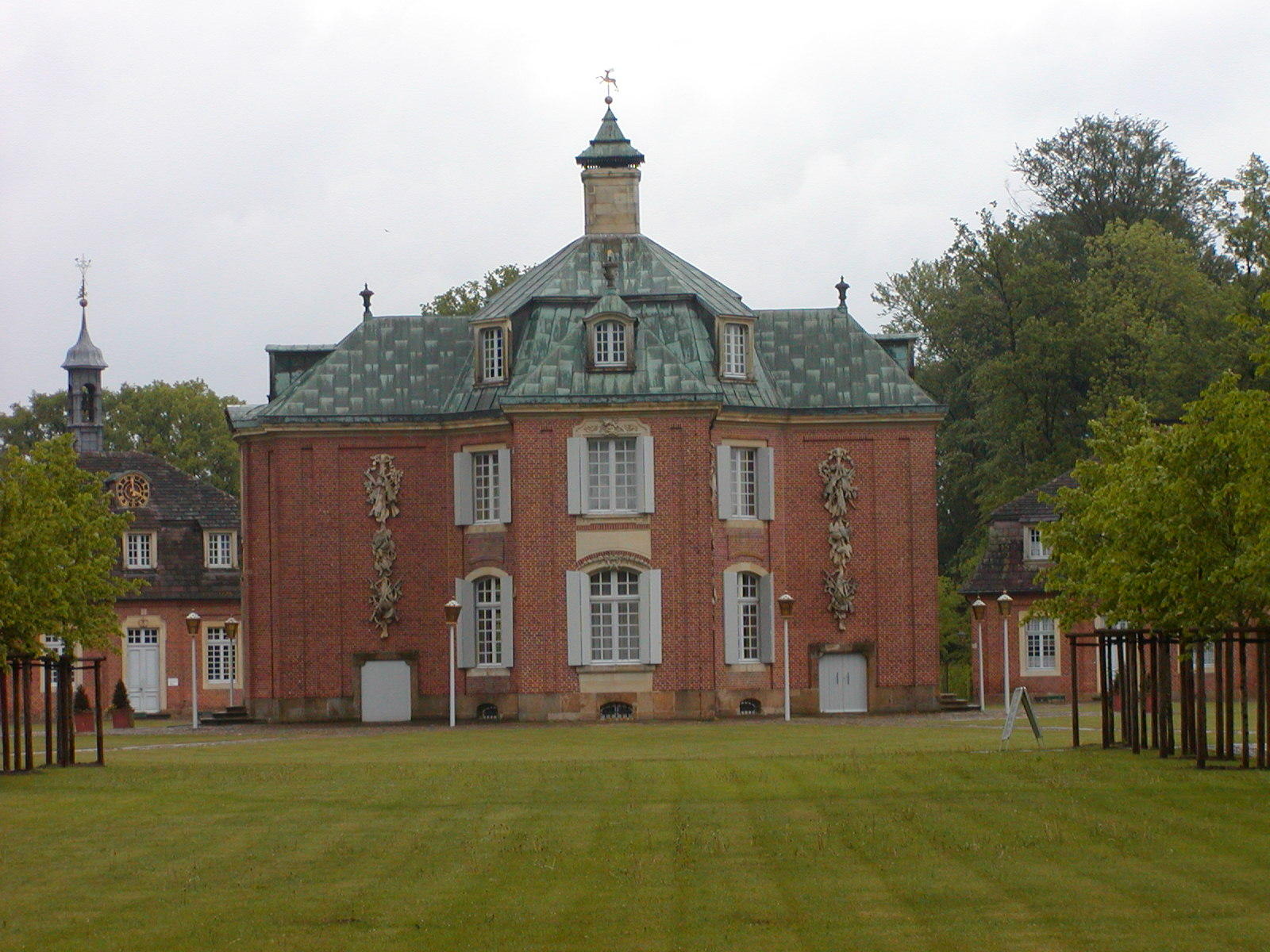
Jagdschloss Clemenswerth

### Emsländische Landschaft
Zur Pflege kultureller Einrichtungen wurde die Emsländische Landschaft als eingetragener Verein gegründet.

### Museen
- Ausstellungszentrum für die Archäologie des Emslandes in Meppen
- Brennereimuseum in Haselünne
- Dokumentations- und Informationszentrum Emslandlager (DIZ) in Papenburg
- Emslandmuseum Schloss Clemenswerth in Sögel
- Feuerwehrmuseum in Salzbergen
- Emsland Moormuseum in Geeste-Groß Hesepe-Moormitte
- Erdöl-Erdgas-Museum in Twist
- Freilicht-Schifffahrtsmuseum in Papenburg
- Zeitspeicher in Papenburg
- Schifffahrtsmuseum in Haren
- Mühlenmuseum in Haren (Ems)
- Stiftung preußischer Kulturbesitz auf Schloss Altenkamp im Papenburger Stadtteil Aschendorf
- Kunsthalle in Lingen
- Papiermuseum in Dörpen

### Architektur
- Schloss Dankern in Haren
- Westerholtscher Burgmannshof in Haselünne
- Eisenbahnausbesserungswerk in Lingen
- historisches Rathaus in Meppen
- größtes überdachtes Trockendock der Welt bei der Meyer-Werft in Papenburg
- Barocke Schlossanlage Clemenswerth in Sögel
- historisches Rathaus in Lingen
- Neobarocke St.-Martinus-Kirche in Haren („Emslanddom“)
- Kloster der Franziskanerinnen vom hl. Martyrer Georg in Thuine

### Technische Denkmäler und Attraktionen
- Hüvener Mühle in Hüven und zahlreiche andere Wind- und Wassermühlen
- Museumseisenbahnfahrten der Eisenbahnfreunde Hasetal und der Museumseisenbahn Hümmlinger Kreisbahn
- Transrapid-Versuchsanlage Emsland in Lathen
- Automotive Testing Papenburg eine der größten Automobil-Teststrecken Europas in Papenburg
- Emsflower in Emsbüren
- Aselager Mühle (Herzlake)
- Ferien- und Freizeitpark Schloss Dankern in der Nähe von Haren

### Jüdische Friedhöfe
Im Landkreis Emsland gibt es neun jüdische Friedhöfe: in Freren, Haren, Haselünne, Herzlake, Lathen, Lingen, Meppen, Papenburg und in Sögel. Es sind geschützte Kulturdenkmäler – steinerne Zeugen für ehemals existierende jüdische Gemeinden und eines regen jüdischen Gemeindelebens bis in die 1930er Jahre. Die Friedhöfe sind oft schlecht aufzufinden, zumal sie sich häufig am Rande der Gemeinden befinden.

### Emsland-Medaille
Seit 1987 verleiht der Landkreis Emsland die Emsland-Medaille an Personen, die sich in außergewöhnlichem Maße um den Landkreis Emsland und seine Bewohner verdient gemacht haben. Die Zahl der lebenden Medaillenträger wurde auf 20 begrenzt. Neue Medaillen können nur vergeben werden, wenn ein vorheriger Preisträger verstorben ist.
- 1987: Karl-Heinz Brümmer († 1991); Klaus Stricker († 2009); Josef Meiners
- 1989: Bernd Keizer († 2006)
- 1991: Karl Küpker († 1998)
- 1992: Jutta Giersch († 1992)
- 1993: Walter Hensen († 1997); Schwester Helgard Brunen († 2008); Josef Stecker († 2008)
- 1994: Margret Rieskamp
- 1995: Veijo Valve († 2007)
- 1997: Paul Hendrys; Norbert Rademacher
- 1999: Gerhard Hugenberg; Hermann Proske († 2007); Heinrich Hövelmann
- 2001: Ingrid Höppener
- 2002: Alexander Wisniewsky († 2012); Rudolf Seiters
- 2006: Willi Wolf († 2007); Hans-Gerd Strube; Hans Brauer
- 2007: Hermann Bröring
- 2009: Manfred von Landsberg-Velen († 2010)
- 2010: Gerd Hoffschroer; Erhard Mielenhausen
- 2011: Bernard Krone († 2022); Ursula Mersmann
- 2012: Erna de Vries († 2021)
- 2014: Hans-Gert Pöttering; Hermann Kues
- 2015: Schwester M. Jacintha Altenburg
- 2019: Thekla Brinker und Richard Schimmöller
- 2021: Reinhard Winter

## Bildung
Im Landkreis gibt es insgesamt 12 Gymnasien, diese sind in Handrup, Haren, Haselünne, Lingen, Meppen, Dörpen, Papenburg, Sögel und Werlte.
Ab 1988 existierte in Lingen die Berufsakademie Emsland. Sie war die älteste Berufsakademie Niedersachsens und bot drei Studiengänge (Betriebswirtschaft, Wirtschaftsinformatik und Wirtschaftsingenieurwesen) an. Die Berufsakademie Emsland wurde 2011 in die Fachhochschule Osnabrück integriert.
Im Jahr 2000 wurde in Lingen eine Außenstelle der Fachhochschule Osnabrück gegründet, die am Campus Lingen die Fakultät Management, Kultur und Technik mit den Instituten Management und Technik, Duale Studiengänge, Kommunikationsmanagement sowie Theaterpädagogik umfasst.

## Wirtschaft und Infrastruktur

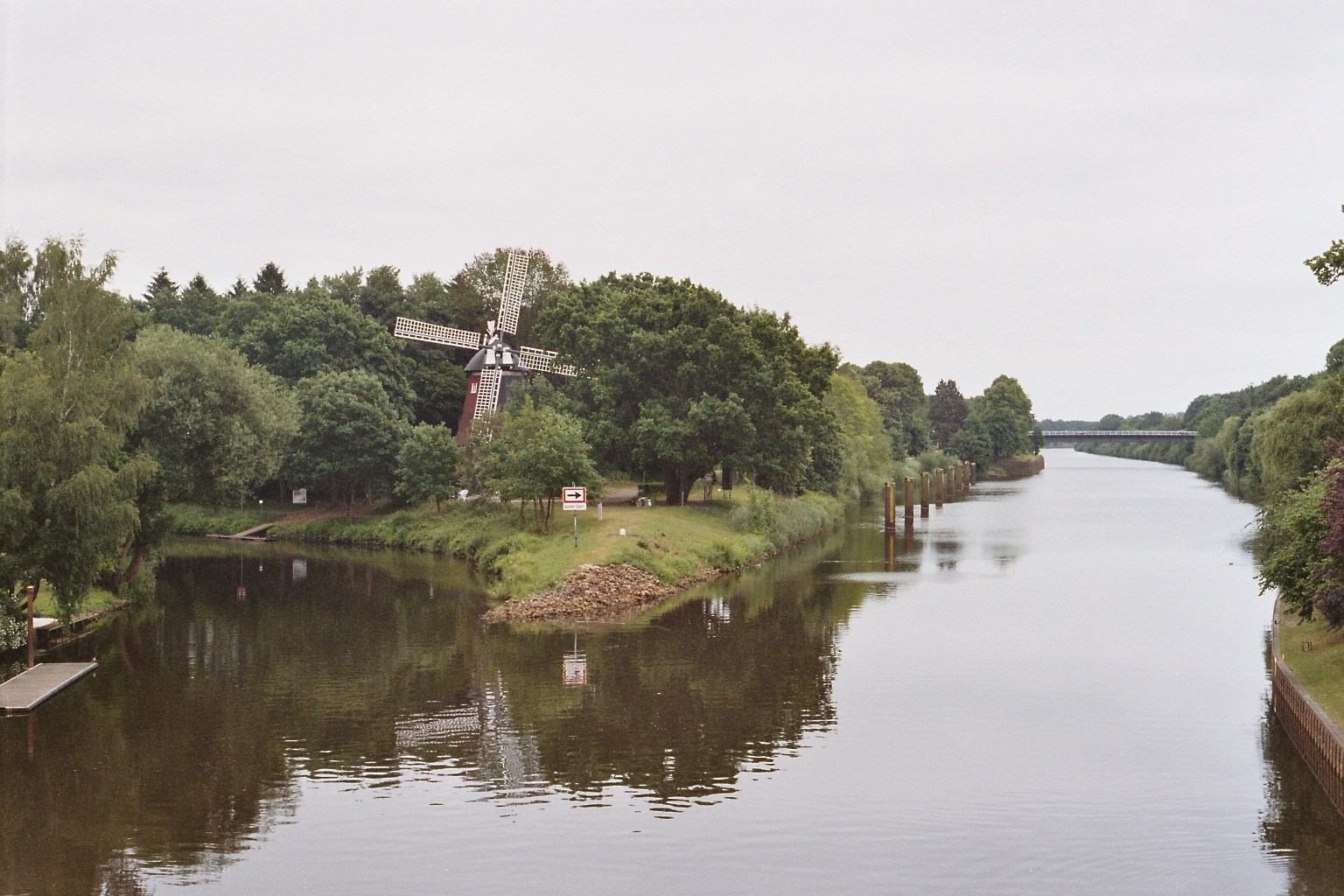
Höltingmühle Meppen

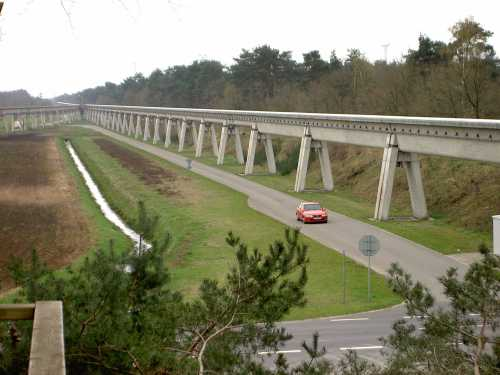
Transrapid-Versuchsanlage

### Wirtschaft
Im Zukunftsatlas 2016 belegte der Landkreis Emsland Platz 142 von 402 Landkreisen, Kommunalverbänden und kreisfreien Städten in Deutschland und zählt damit zu den Regionen mit „Zukunftschancen“.
Ursprünglich ist der Landkreis durch die Landwirtschaft und durch den Torfabbau geprägt. Heute sind im Maschinen-, Motoren- und Fahrzeugbau, der Papiererzeugung (UPM Nordland Papier in Dörpen), der Holzwerkstoffindustrie (Glunz AG in Meppen), dem Schiffbau (Meyer-Werft in Papenburg), der Erdöl- und Erdgasindustrie (GDF Suez in Lingen), der Ernährungswirtschaft und im Baugewerbe viele Arbeitskräfte beschäftigt. Die größte Privatforstverwaltung Niedersachsens (Arenberg-Meppen GmbH in Meppen) bewirtschaftet hier ihre Wälder. Neben diesen Branchen nimmt der Tourismus (beispielsweise sei hier das Ferienzentrum Schloss Dankern in Haren genannt) einen immer größeren Stellenwert ein.

### Arbeitsmarkt
Sozialversicherungspflichtige Beschäftigte:
| 1980   | 1985   | 1990   | 1995   | 2000   | 2003   | 2004   | 2005   | 2006   | 2007   | 2008    | 2009    | 2010    |
| ------ | ------ | ------ | ------ | ------ | ------ | ------ | ------ | ------ | ------ | ------- | ------- | ------- |
| 65.157 | 64.777 | 74.482 | 84.691 | 90.007 | 90.722 | 89.460 | 89.365 | 92.169 | 96.981 | 101.045 | 102.098 | 103.313 |

Arbeitslose (Juni 2019):
| Arbeitslose | Arbeitslosenquote | Freie Stellen |
| ----------- | ----------------- | ------------- |
| 3.984       | 2,1 %             | 4.853         |

### Verkehr
Hauptverkehrsweg ist seit alters her die so genannte Emsachse, die den Landkreis von Nord nach Süd durchquert.

#### Straßenverkehr
Parallel westlich zu dieser Achse verläuft die 2004 fertiggestellte Bundesautobahn 31 und östlich der Ems die Bundesstraße 70.
Nach Westen zu den Niederlanden hat es lange keine günstige Verkehrsverbindung gegeben, da das Bourtanger Moor eine kaum zu überwindende natürliche Grenze darstellte. Heute gibt es eine West-Ost-Verbindung von der deutsch-niederländischen Grenze bei Twist-Hebelermeer zur Bundesautobahn 1 bei Cloppenburg durch die Bundesstraßen 402, 213 und 72, die als E 233 heute die kürzeste Verbindung zwischen dem Raum Amsterdam und dem Raum Hamburg für den Autoverkehr darstellt. 2005 wurde der vierspurige Ausbau beschlossen und zwischen der A 31 sowie der niederländischen Grenze sind die Bauarbeiten abgeschlossen (Stand: 2008). Der Süden des Landkreises ist an die Bundesautobahn 30 (durchgängig befahrbar seit 1991) angebunden. Die B 401 läuft parallel zum Küstenkanal von der A 31 bei Heede/Dörpen nach Oldenburg, die B 408 von der B 70 an Haren vorbei bis zur niederländischen Grenze. In Salzbergen, an der Südspitze des Landkreises, verlief die B 65, die durch die Fertigstellung der A 30 zur Landesstraße herabgestuft wurde. Ein weiterer Knotenpunkt befindet sich in Lingen; hier treffen die Bundesstraßen B 70, B 213 und B 214 aufeinander. Die B 214 verbindet Lingen und das südliche Emsland mit dem Raum Osnabrück, der Bundesautobahn 1 und der Region Hannover/Braunschweig.

#### Schienenverkehr
Die Hauptachse des Schienennetzes ist die Emslandstrecke Leer (Ostfriesland)–Papenburg–Meppen–Lingen–Rheine, die 1856 durch die Königlich Hannöverschen Staatseisenbahnen eröffnet wurde. In Salzbergen mündet seit 1865 die Bahnstrecke Almelo–Salzbergen ein. Die Rheinische Eisenbahn-Gesellschaft führte 1879 ihre Strecke Rheine–Freren–Quakenbrück durch den Südostzipfel des Landkreises.
Der Landkreis betreibt in eigener Regie die Emsländische Eisenbahn GmbH, die aus den Kreisbahnen der Kreise Hümmling und Meppen entstanden ist: Die 1894 eröffnete Meppen-Haselünner Eisenbahn wurde 1902 bis Herzlake und 1907 zur oldenburgischen Staatsbahn in Lewinghausen verlängert. Im Jahr 1979 wurde auch die vormalige Bundesbahnstrecke bis nach Essen (Oldenburg) übernommen. Die Hümmlinger Kreisbahn von Lathen nach Werlte entstand 1898 als Schmalspurbahn und berührte auch die damalige Kreisstadt Sögel. Sie wurde 1957 auf Normalspur umgebaut.
Die Kleinbahn Lingen–Berge–Quakenbrück stellte ab 1904 eine weitere (schmalspurige) Querverbindung von der Ems in Richtung Oldenburgisches Münsterland her.
Angesichts der großen Fläche des Landkreises war die Bahndichte mit 209 km ziemlich gering. Trotzdem wurde fast die Hälfte des Netzes (etwa 100 km) zumindest im Personenverkehr stillgelegt:
- 1952: Lingen–Berge–Quakenbrück 26 km1 (Spurweite 750 mm, auch Güterverkehr stillgelegt und abgebaut)
- 1966: Herzlake–Lewinghausen–Essen ca. 9 km1
- 1969: Rheine–Spelle–Freren–Quakenbrück ca. 15 km1
- 1970: Lathen–Sögel–Werlte 25 km und Meppen–Haselünne–Herzlake 25 km

1: Angegeben ist der im Landkreis Emsland liegende Anteil der Streckenlänge.
Planmäßiger Personenverkehr findet nur noch auf der Emslandstrecke (Kursbuchstrecke 395 der Deutschen Bahn) sowie der Verbindung von Salzbergen nach Bad Bentheim (Teil der Kursbuchstrecke 375) statt. Alle zwei Stunden verkehren Intercity-Züge auf den Verbindungen (Norddeich Mole–)Papenburg–Meppen–Lingen(–Koblenz) und Amsterdam–Berlin, letztere jedoch ohne Halt im Kreisgebiet. Im Regionalverkehr gibt es stündliche Verbindungen Münster–Salzbergen–Papenburg–Emden (RE 15 „Emsland-Express“) und Hengelo–Salzbergen–Bielefeld (RB 61 „Wiehengebirgs-Bahn“), jeweils mit Halt an allen dazwischenliegenden Stationen.
Die Strecken von Meppen nach Essen (Oldenburg) und von Lathen nach Werlte werden nach der Stilllegung des planmäßigen Personenverkehrs regelmäßig mit Museumszügen der Vereine Eisenbahnfreunde Hasetal bzw. Museumseisenbahn Hümmlinger Kreisbahn befahren, außerdem findet dort noch Güterverkehr der Emsländischen Eisenbahn statt.
Die Strecke von Rheine über Spelle und Freren nach Quakenbrück wurde nördlich von Spelle im Jahr 1996 auch im Güterverkehr stillgelegt, bis Spelle verkehren noch Güterzüge der Regionalverkehr Münsterland.
Außerdem befindet sich im Emsland mit der Transrapid-Versuchsanlage Emsland (TVE) die einzige Transrapid-Versuchsstrecke in Europa, die von 1980 bis 1987 gebaut wurde und als Teststrecke für die Transrapid-Modelle Transrapid 06, 07, 08 und 09 diente, wobei Geschwindigkeiten von bis zu 450 km/h erreicht wurden. Da Besucher gegen Entgelt an den Testfahrten teilnehmen konnten, entwickelte sich die TVE zu einer Touristenattraktion. 2006 ereignete sich dort der Transrapidunfall von Lathen, 2011 wurde die Anlage stillgelegt.

#### Schiffsverkehr
Der einzige Seehafen des Landkreises liegt in der Stadt Papenburg, die Ems ist von Papenburg bis zur Mündung als Seewasserstraße ausgewiesen.
Die kanalisierte Ems und ab Meppen der Dortmund-Ems-Kanal verbinden das Ruhrgebiet mit der Nordsee. Flussaufwärts wird die Ems ab Meppen nur noch im Freizeitverkehr befahren. Bereits seit 1829 umfährt der Güterverkehr die zahlreichen Mäander der Ems zwischen Lingen und Meppen auf dem ehemaligen Ems-Hase-Kanal, der seit 1899 überwiegend in den Dortmund-Ems-Kanal einbezogen ist. Bei Dörpen zweigt der Küstenkanal von der Ems ab und verbindet sie mit der Weser. Der Ems-Vechte-Kanal verbindet die Ems mit der Vechte, dieser ist aber nur für Sportboote bis zu einer Länge von 12 Metern freigegeben. Ferner gibt es den Haren-Rütenbrock-Kanal.
Zwischen Haren und Meppen wurde der Eurohafen Emsland als Stichhafen gebaut. Die ersten Unternehmen haben sich dort bereits angesiedelt.
Für die Erschließung des Bourtanger Moores hatte das zwischen 1870 und 1904 erbaute linksemsische Kanalnetz eine zentrale Bedeutung. Neben dem Gütertransport diente es vor allem der Entwässerung.

#### Flugverkehr
Der Landkreis Emsland ist Mitgesellschafter der Flugplätze Klausheide (Grafschaft Bentheim) und Leer (Ostfriesland), sowie des Flughafens Münster/Osnabrück.
Die nächsten internationalen Flughäfen sind der Flughafen Münster/Osnabrück in Greven, der Flughafen Bremen und in den Niederlanden der Flughafen Eelde in Groningen.

## Gemeinden
In Klammern die Einwohnerzahl am 31. Dezember 2024.
Einheitsgemeinden
1. Emsbüren (10.559)
2. Geeste (12.129)
3. Haren (Ems), Stadt (24.365)
4. Haselünne, Stadt (13.527)
5. Lingen (Ems), große selbständige Stadt (56.498)
6. Meppen, Kreisstadt, selbständige Gemeinde (36.930)
7. Papenburg, Stadt, selbständige Gemeinde (37.206)
8. Rhede (Ems) (4465)
9. Salzbergen (7949)
10. Twist (9891)

Mitgliedsgemeinden der Samtgemeinden
* Sitz der Samtgemeindeverwaltung
| 1. Samtgemeinde Dörpen (17.379) 1. Dersum (1508) 2. Dörpen * (5405) 3. Heede (2526) 4. Kluse (1775) 5. Lehe (1005) 6. Neubörger (1594) 7. Neulehe (847) 8. Walchum (1726) 9. Wippingen (993) 2. Samtgemeinde Freren (10.385) 1. Andervenne (926) 2. Beesten (1736) 3. Freren, Stadt * (4868) 4. Messingen (1102) 5. Thuine (1753) 3. Samtgemeinde Herzlake (10.578) 1. Dohren (1159) 2. Herzlake * (4788) 3. Lähden (4631) | 4. Samtgemeinde Lathen (12.081) 1. Fresenburg (947) 2. Lathen * (6767) 3. Niederlangen (1318) 4. Oberlangen (993) 5. Renkenberge (668) 6. Sustrum (1388) 5. Samtgemeinde Lengerich (9444) 1. Bawinkel (2630) 2. Gersten (1184) 3. Handrup (836) 4. Langen (1399) 5. Lengerich * (2862) 6. Wettrup (533) 6. Samtgemeinde Nordhümmling (12.322) 1. Bockhorst (1015) 2. Breddenberg (830) 3. Esterwegen * (5357) 4. Hilkenbrook (774) 5. Surwold (4346) | 7. Samtgemeinde Sögel (16.869) 1. Börger (2916) 2. Groß Berßen (709) 3. Hüven (567) 4. Klein Berßen (1177) 5. Sögel * (7718) 6. Spahnharrenstätte (1528) 7. Stavern (1080) 8. Werpeloh (1174) 8. Samtgemeinde Spelle (14.419) 1. Lünne (2125) 2. Schapen (2438) 3. Spelle * (9856) 9. Samtgemeinde Werlte (17.543) 1. Lahn (903) 2. Lorup (3247) 3. Rastdorf (1085) 4. Vrees (1926) 5. Werlte, Stadt * (10.382) |

## Kfz-Kennzeichen
Nach der Bildung des Landkreises Emsland am 1. August 1977 wurden zunächst weiterhin die Kfz-Kennzeichen der Altkreise ausgegeben: ASD (für Aschendorf-Hümmling), LIN (für Lingen) und MEP (für Meppen). Am 5. April 1978 wurde dem Landkreis dann das Kfz-Unterscheidungszeichen EL zugewiesen; es wird durchgängig bis heute ausgegeben. Bis in die 1990er Jahre wurden die Kennzeichen in den einzelnen Zulassungsstellen nach folgendem Schema zugeteilt:
| Gebiet    | Buchstaben | Zahlen |
| --------- | ---------- | ------ |
| Meppen    | A–Z        | 1–9999 |
| Papenburg | AA–NZ      | 1–999  |
| Lingen    | PA–ZZ      | 1–999  |

Die bisherigen Alt-Kennzeichen (LIN, MEP, ASD) wurden trotz der Kennzeichenliberalisierung noch nicht wieder eingeführt.